# 韦龙
韦龙（法語：Véron，法語發音：[veʁɔ̃]）是法国勃艮第-弗朗什-孔泰大区约讷省的一个市镇，属于桑斯区。

## 地理
韦龙（48°7'44"N, 3°18'26"E）面积15.91 平方千米，位于法国勃艮第-弗朗什-孔泰大區约讷省，该省份为法国中北部内陆省份，西接卢瓦雷省，西北接塞纳-马恩省，南至涅夫勒省，东临科多尔省，东北与奥布省接壤。
与韦龙接壤的市镇（或旧市镇、城区）包括：罗苏瓦、莱博尔德、埃蒂尼、大马莱、马尔桑日、帕西、约讷河畔新城。

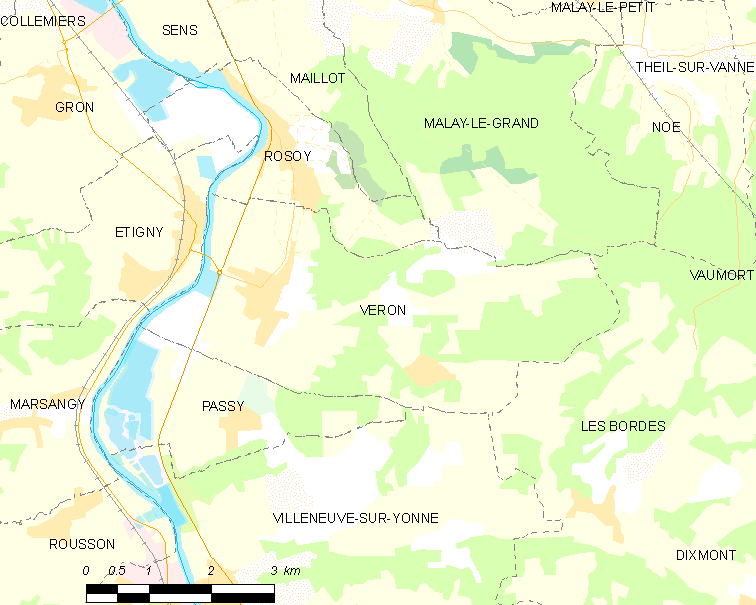
韦龙的OSM定位图

韦龙的时区为UTC+01:00、UTC+02:00（夏令时）。

## 行政
韦龙的邮政编码为89510，INSEE市镇编码为89443。

## 政治
韦龙所属的省级选区为约讷河畔新城县。

## 人口

1962-2008年间韦龙人口变化图示

韦龙于2022年1月1日时的人口数量为1853人。